# Pleasant Grove (Utah)
Pour les articles homonymes, voir Pleasant Grove.
Pleasant Grove, aussi connue sous le nom de Utah's City of Trees, est une ville dans le Comté d'Utah de l’État de l'Utah aux États-Unis. Elle fait partie du Provo–Orem metropolitan area (en) de Provo-Orem. La population était de 33 509 habitants lors du recensement de 2010.

## Géographie
Selon le Bureau du recensement des États-Unis, la ville a une superficie totale de 23,7 km2 (9,2 miles carrés), uniquement des terres.

## Démographie
| Recensement | Population | %±       |
| ----------- | ---------- | -------- |
| 1860        | 526        | -        |
| 1870        | 930        | 76,8 %   |
| 1880        | 1 775      | 90,9 %   |
| 1890        | 1 926      | 8,5 %    |
| 1900        | 2 460      | 27,7 %   |
| 1910        | 1 618      | − 34,2 % |
| 1920        | 1 682      | 4,0 %    |
| 1930        | 1 754      | 4,3 %    |
| 1940        | 1 941      | 10,7 %   |
| 1950        | 3 195      | 64,6 %   |
| 1960        | 4 772      | 49,4 %   |
| 1970        | 5 327      | 11,6 %   |
| 1980        | 10 833     | 103,4 %  |
| 1990        | 13 476     | 24,4 %   |
| 2000        | 23 468     | 74,1 %   |
| 2010        | 33 509     | 42,8 %   |

## Personnalités liées à Pleasant Grove

### Naissances
- A. Ray Olpin (1898-1983) , Président de l'Université de l'Utah
- Amy B. Lyman (en) (1872-1959)
- C. J. Wilcox (1990-), un joueur de basket-ball
- Howard R. Driggs (1873-1963), historien
- John C. Swensen (en) (1869-1953)
- Lyman Knute Swenson (1892-1942)
- Richard E. Cook (en) (1930-)

### Autres
- Todd Herzog (en)
- Quinn Allman, membre du groupe The Used, a vécu à Pleasant Grove
- Chelsie Hightower (en), une danseuse de salon, chorégraphe à Dancing with the Stars
- Dane Iorg (en), ancien joueur de la Major League Baseball
- The King Sisters (en), un Big band

## Galerie photographique

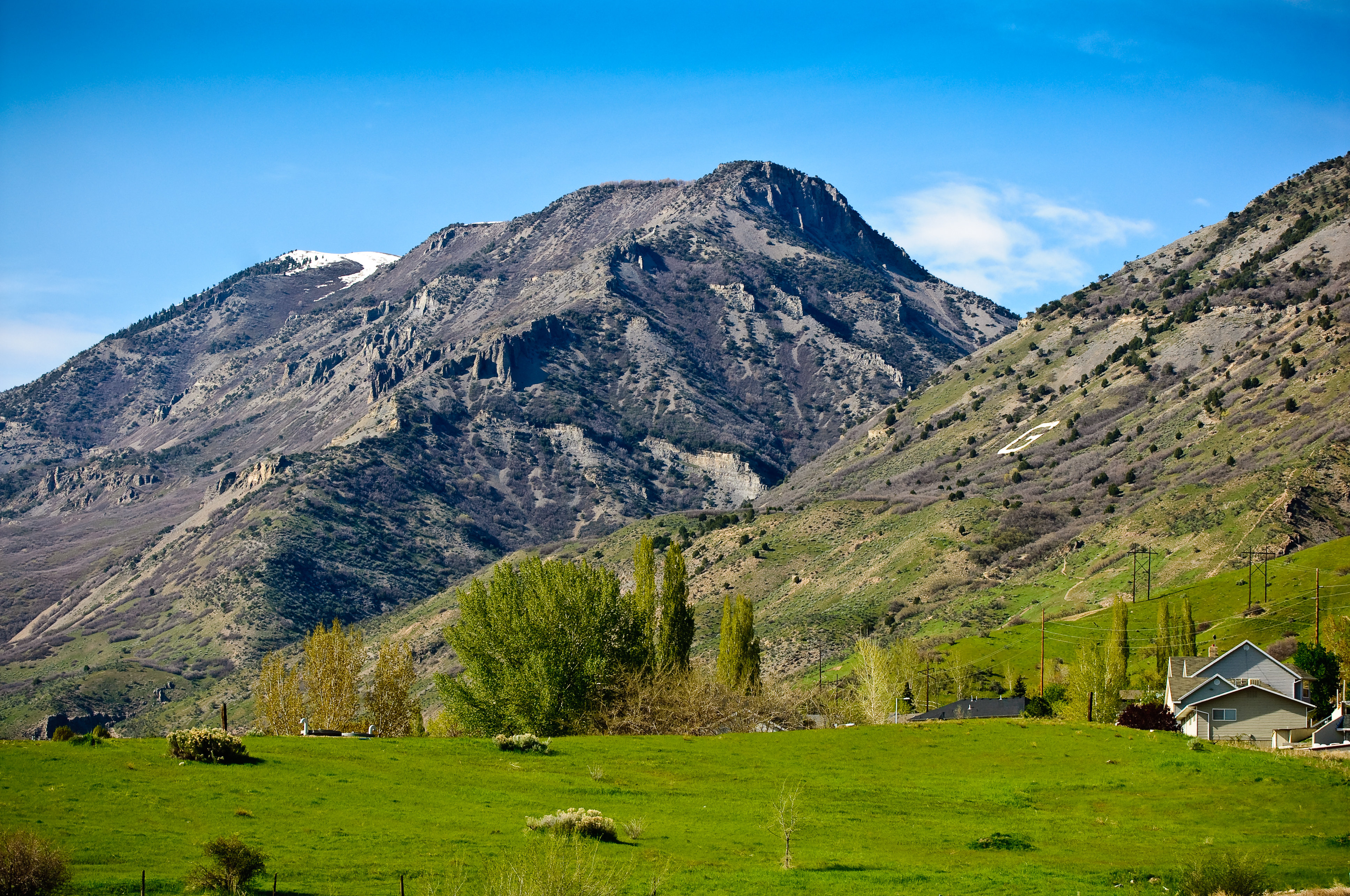
(en) View of the Wasatch range from Pleasant Grove
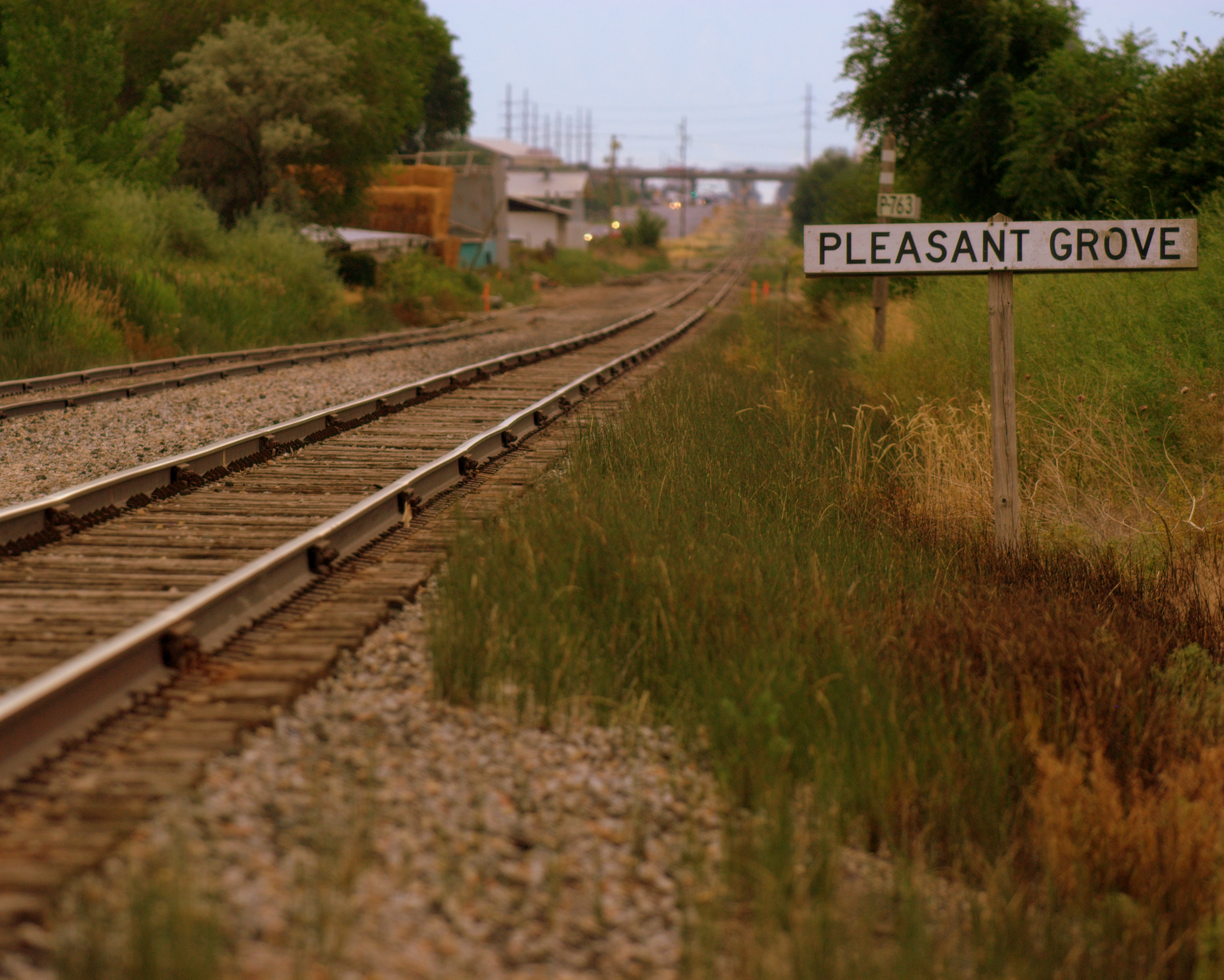
(en) The old Los Angeles and Salt Lake Railroad line cutting through the city
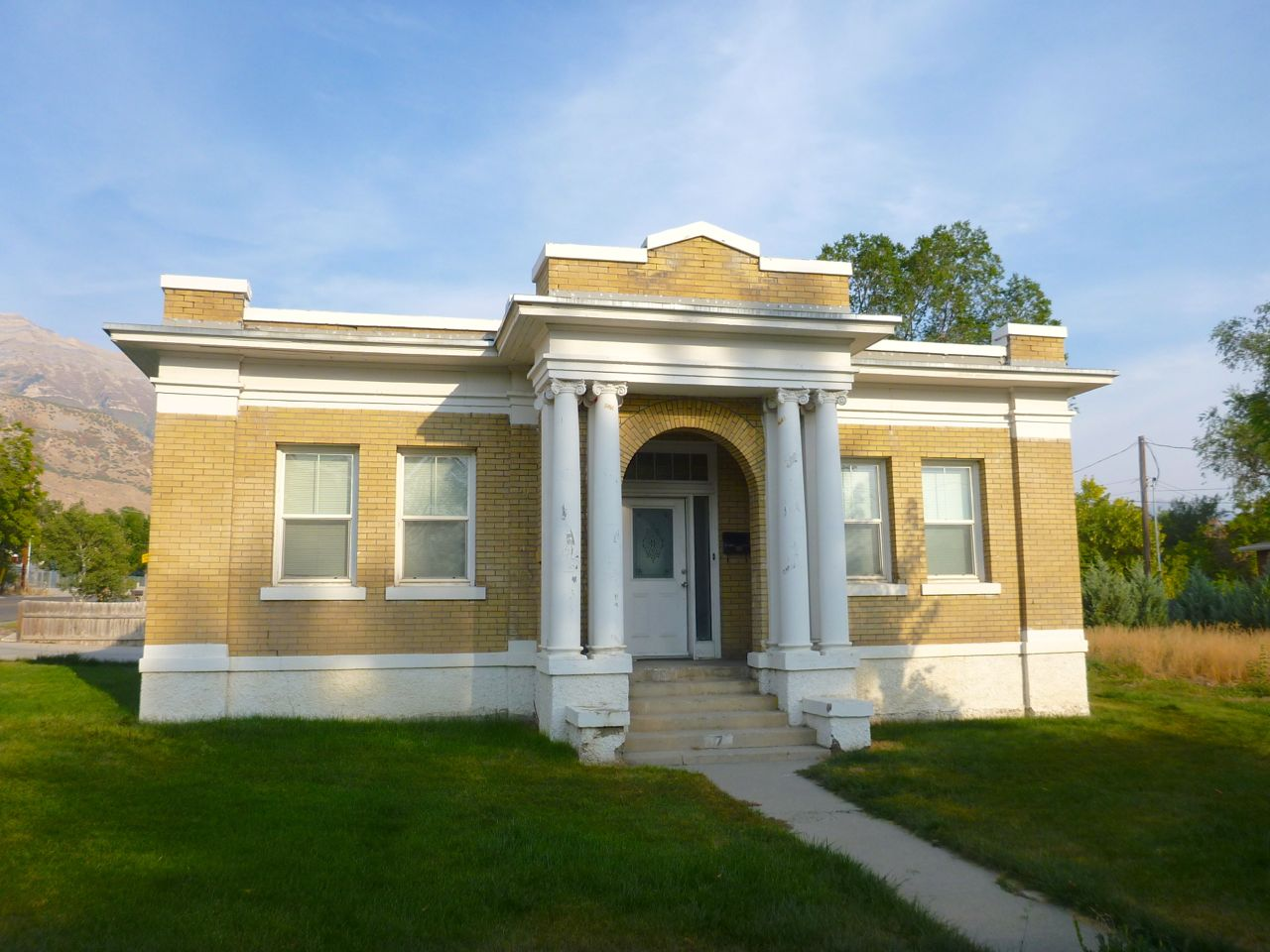
(en) The historic Tithing Office
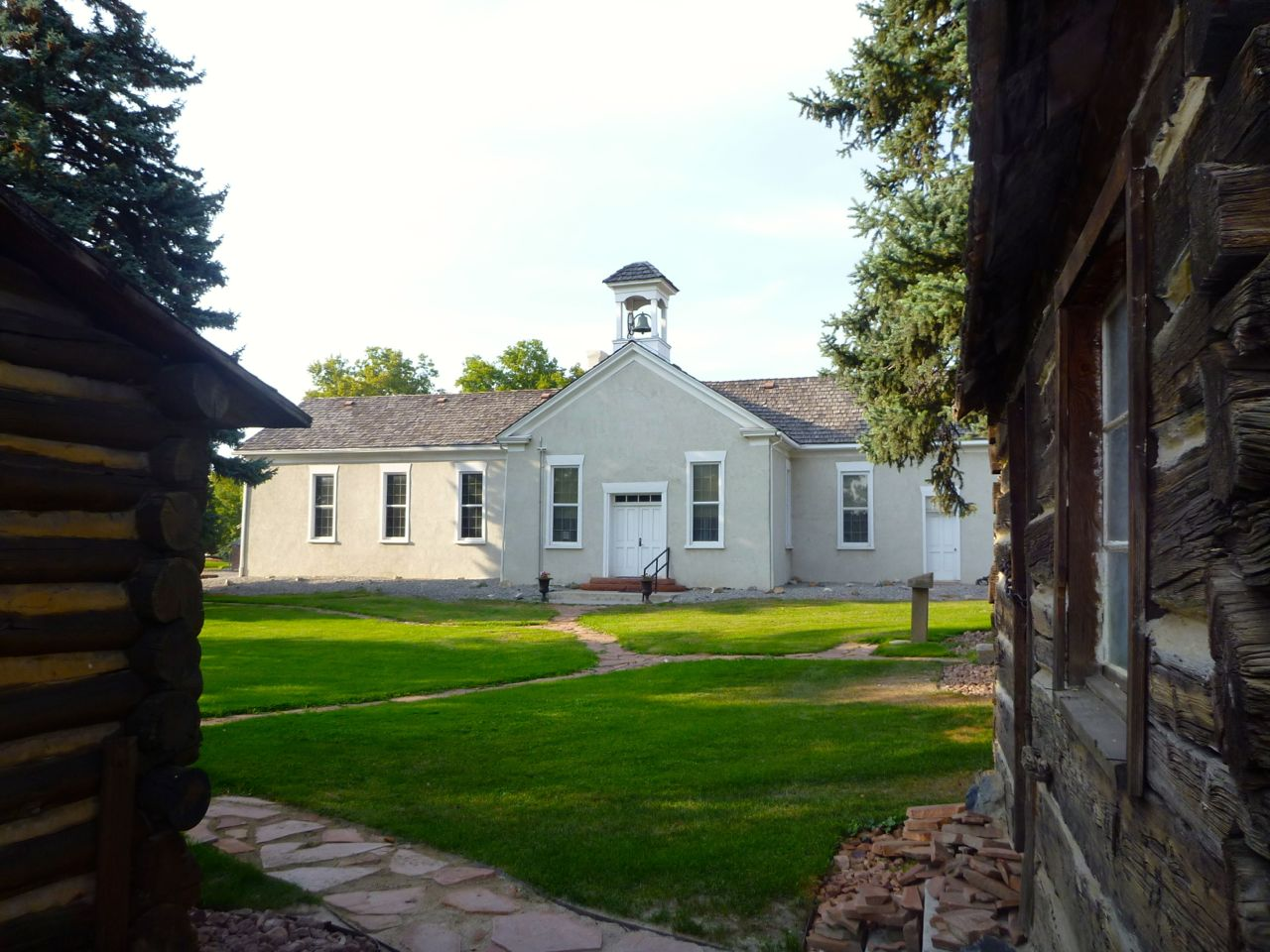
(en) The historic Old Bell School